# 真室川

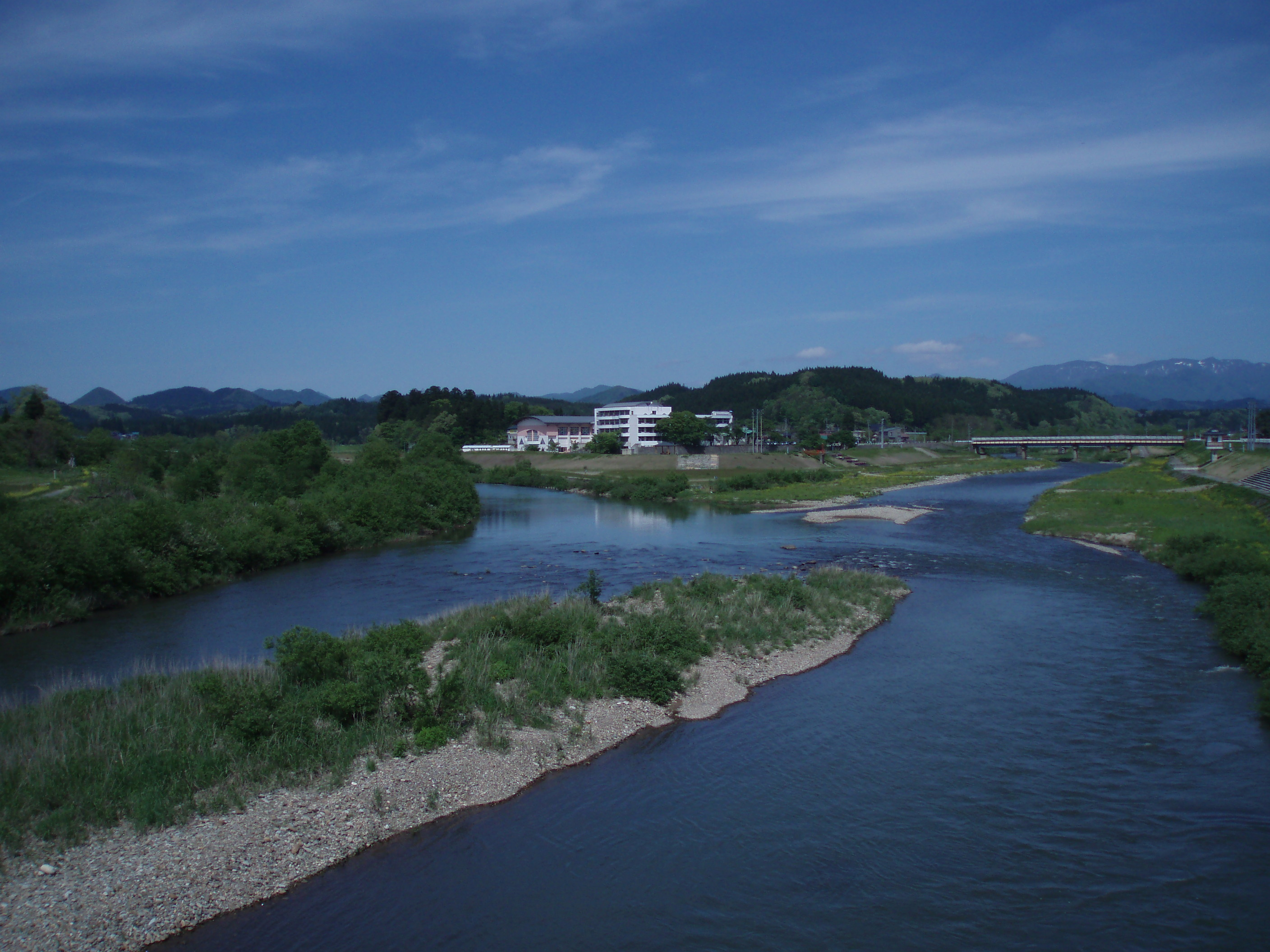
金山川（右）との合流点

真室川（まむろがわ）は、山形県北部を流れる最上川水系鮭川支流の一級河川である。真室川音頭で有名な真室川町の名称の由来ともなっている。上流部は塩根川と呼ばれている。

## 地理
山形県最上郡真室川町大字及位の秋田県との境界にある黒森に源を発し、真室川町大字釜渕の八敷代川合流点付近まで西へ流れ、そこから南に向きを変える。主に東部の金山町方面から支流を集め、真室川町中心部付近で流域内最大支流の金山川を合わせ、数km先の最上郡鮭川村との境界で鮭川（大沢川）に合流する。

## 流域の自治体
山形県
最上郡真室川町、最上郡鮭川村

## 支流
- 朴木沢川
- 八敷代川
- 中田春木川
- 大石川
- 金山川

## 治水

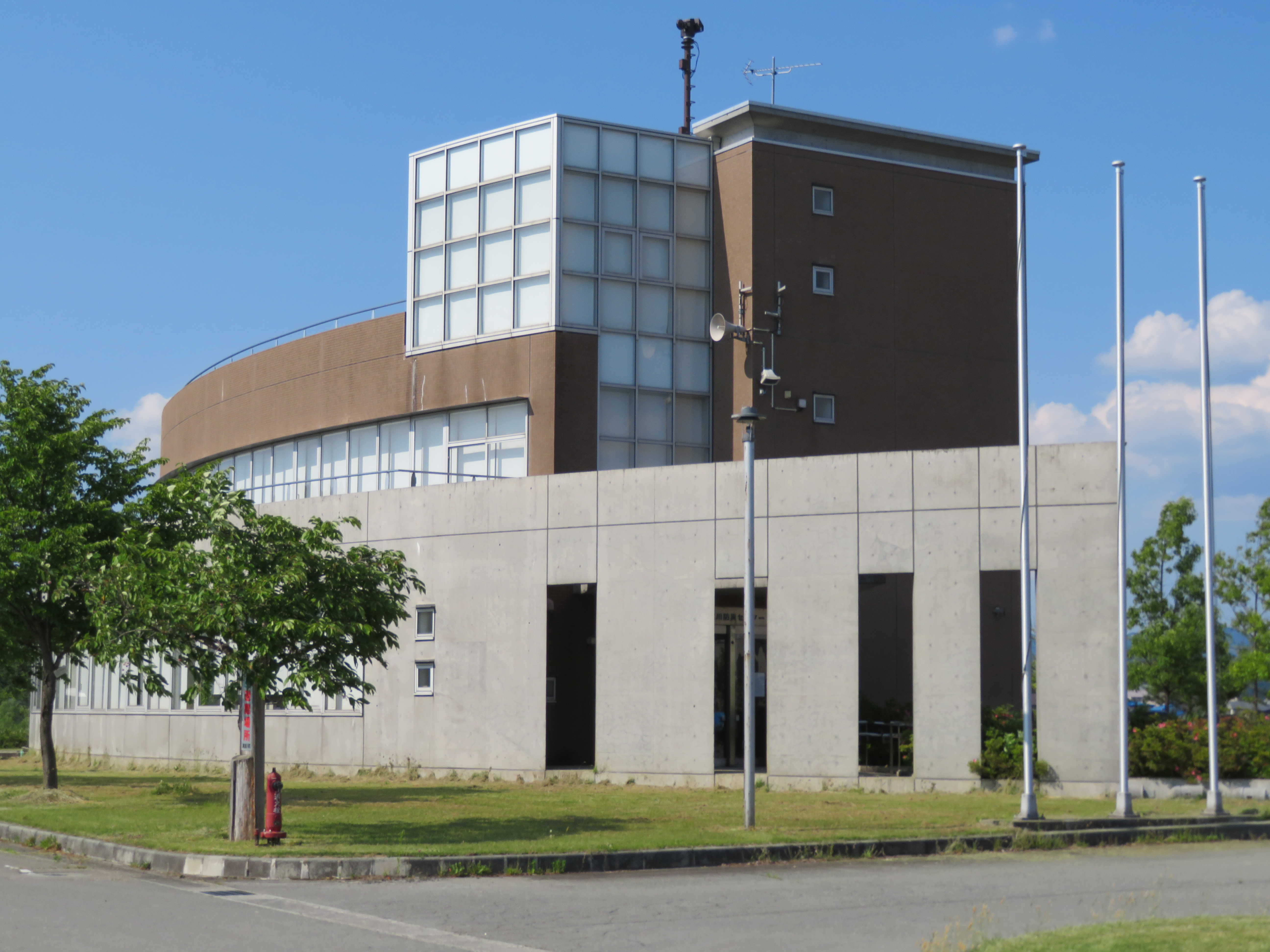
真室川防災センター

1975年（昭和50年）8月6日、未明からの大雨により真室川及びその支流は至るところで増水し、ついに下流部の堤防が決壊した。真室川町中心部は水没し、その深さは最大で2メートルにもなるなど各地で大きな被害を出した（8・6水害）。
翌1976年（昭和51年）に新たに創設された「激甚災害対策特別緊急事業」の指定を全国で初めての適応され、総額170億円（当時）の費用と約4年の歳月をかけて、流された橋や堤防の復旧が行われた。その後、堤防の改修が進み真室川本流からの水害が発生することは無くなったが、さらなる水害への備えとして、1999年（平成11年）に町独自のハザードマップを作成し全戸に配布した。2003年（平成15年）には防災センターを設置している。
2004年（平成16年）には、増水により鮭川村で堤防が決壊した際は、備蓄されていた防水資材が投入された。
また、全国では1923年（大正12年）9月1日に発生した関東大震災にちなんで、防災訓練や関連した国民運動が毎年9月1日に行われることが多いが、同町ではこの8・6水害に合わせて8月6日に実施されている。

## 親水
河川敷には「水辺の楽校」などの親水施設を設け、町民の憩いの場になっているほか、1998年には最上川さくら回廊事業の一環で防災センター周辺の堤防にソメイヨシノ55本が植樹された。

## 並行する交通

### 鉄道
- JR奥羽本線（大滝駅～羽前豊里駅間）

### 道路
- 山形県道35号真室川鮭川線